# Monte Cistella
El Monte Cistella és una muntanya de la part italiana dels Alps del Monte Leone i del Sant Gotthard dins els Alps Leopontins. Té una altitud de 2.880 metres per sobre del nivell del mar.